# Naïve Records
Naïve Records es una compañía discográfica independiente francesa con sede en París, especializada en música electrónica, pop, jazz y música clásica. Fue fundado en 1997 por Patrick Zelnik y Eric Tong Cuong.

## Historia
La compañía fue creada a finales de 1997 por Patrick Zelnik, antiguo presidente de Virgin France, y Eric Tong Cuong, presidente adjunto de la agencia de publicidad Euro RSCG. En sus inicios se centraron en el ámbito de la música electrónica. En 1998 el banquero Édouard Stern poseía el 10% del capital de la compañía. En el verano de 1998 Naïve compró el sello de música clásica Auvidis.
En sus primeros años Naïve estaba animada por un aura de creatividad y búsqueda de talentos. Firmó con Carla Bruni, Mirwais Ahmadzaï, Pink Martini Muse (licencia)The White Stripes (distribución), Adèle (distribución) Radiohead (distribución).
Naïve se hizo con otras discográficas, entre ellas las de música antigua: Astrée Auvidis de Michel Bernstein, Opus 111 de Yolanta Skura fundada en 1990; y Ambroisie de Nicolas Bartholomée; además de la modernista Montaigne, fundada 1987. Desde abril de 1999 Hervé Boissière es director artístico de los sellos clásicos de Naïve, entre los que figuran Astrée, Opus 111, Montaigne y Travelling. Bajo la supervisión de Boissière el sello fue aclamado en todo el mundo por sus elegantes reediciones de los catálogos Astrée y Montaigne de Auvidis, así como por el material antiguo y nuevo de otra adquisición, el sello de música antigua Opus 111.
El sello tuvo problemas después de 2010 y, tras suspender sus operaciones, fue comprado por la plataforma de descargas digitales Believe Digital, de Denis Ladegaillerie, en agosto de 2016. Tras un largo paréntesis, el sello volvió a publicar CDs con nuevos lanzamientos en la edición Naive Vivaldi.

## Artistas
- Aṣa
- Asian Dub Foundation
- Benjamin Biolay
- Carla Bruni
- Diego el Cigala
- John & Jehn
- Jude
- Julien Lourau
- Laetitia Shériff
- M83
- Mirwais
- Moriarty
- Nervous Cabaret
- Pink Martini
- Serafin
- Tanita Tikaram
- Meshell Ndegeocello

Clásica y jazz
- Alison Chesley
- Garth Knox
- Marie-Nicole Lemieux
- Lise de la Salle
- Federico Maria Sardelli, Vivaldi Edition
- Fazıl Say
- Franco Fagioli